# Boutalhaye
Boutalhaye est une commune de Mauritanie située dans le département de R'Kiz de la région de Trarza.